# المعبر (الرضمة)

تعديل مصدري - تعديل

المعبر محلة تابعة لقرية النجد الأحمر، التابعة لعزلة كحلان بمديرية الرضمة إحدى مديريات محافظة إب في الجمهورية اليمنية.، بلغ تعداد سكانها 33 حسب تعداد اليمن لعام 2004.